# Горно Родиво
Горно Родиво (на гръцки: Άνω Κορυφή, Ано Корифи, до 1925 година  Άνω Ράδοβος, Ано Радовос или Άνω Ράδοβος, Ано Радово) е бивше село в Егейска Македония, Гърция, в дем Мъглен (Алмопия), административна област Централна Македония.

## География
Горно Родиво е било разположено на 380 m надморска височина в западната част на котловината Мъглен (Моглена), на 18 km югозападно от демовия център Съботско (Аридеа), в източното подножие на планината Малка Нидже.

## История

### В Османската империя
Църквата „Света Параскева“ е от 1750 година, обновена по-късно. Според статистиката на Васил Кънчов („Македония. Етнография и статистика“) в 1900 година в Горно Родиво живеят 200 българи християни. Според секретаря на Екзархията Димитър Мишев („La Macédoine et sa Population Chrétienne“) в 1905 година в Горно Радово (Gorno Radovo) има 184 българи екзархисти, като в селото работи българско училище. В 1906 година в Горно Родиво е открито българско училище.
По време на Балканската война 2 души от Горно Родиво се включват като доброволци в Македоно-одринското опълчение.

### В Гърция
През войната селото е окупирано от гръцки части и остава в Гърция след Междусъюзническата война в 1913 година. Боривое Милоевич пише в 1921 година („Южна Македония“), че Горно Родиво има 37 къщи славяни християни. В 1922 година Горно Родиво е преименувано на Ано Корифи.
Селото се разпада през зимата на 1947 година по време на Гражданската война в Гърция. Повечето от жителите му бягат в Югославия и селото не е възстановено. Землището му е присъединено към това на Саракиново.
| Година    | 1913 | 1920 | 1928 | 1940 | 1951 | 1961 | 1971 | 1981 | 1991 | 2001 | 2011 | 2021 |
| --------- | ---- | ---- | ---- | ---- | ---- | ---- | ---- | ---- | ---- | ---- | ---- | ---- |
| Население | 161  | 195  | 206  | 326  |      |      |      |      |      |      |      |      |

## Личности
Родени в Горно Родиво
- Димитър Колев (1882/1887 – ?), македоно-одрински опълченец, четата на Григор Джинджифилов, 15 щипска дружина, Сборна партизанска рота на МОО[11]
- Костадин Мицев Ширтов (Мицов, Митов, 1882 – ?), македоно-одрински опълченец, 2 рота на 15 щипска дружина, Сборна партизанска рота на МОО[12]
- Лазар Димитров (1874 – 1903), воденски войвода на ВМОРО
- Георги Симеонов, деец на ВМОРО, войвода на чета във Воденско по време на Илинденско-Преображенското въстание, роден в Горно или Долно Родиво[13]

Свързани с Родиво
- Атанас Кръстев, български революционер, воденски войвода, сражавал се край Горно Родиво в 1903 година[14]